# Sukapura (Rawamerta)
Sukapura is een bestuurslaag in het regentschap Karawang van de provincie West-Java, Indonesië. Sukapura telt 3588 inwoners (volkstelling 2010).